# ماريو ماتيوس
ماريو ماتيوس هو لاعب كرة قدم برتغالي في مركز الوسط، ولد في 19 مارس 1992 في لشبونة في البرتغال. لعب مع أتليتيكو كلوب دي برتغال.

## وصلات خارجية
- ماريو ماتيوس على موقع قاعدة بيانات كرة القدم.إي يو (الإنجليزية)
- ماريو ماتيوس على موقع قاعدة بيانات كرة القدم.إي يو (الإنجليزية)